# Gasteracantha sturi
Gasteracantha sturi là một loài nhện trong họ Araneidae.
Loài này thuộc chi Gasteracantha. Gasteracantha sturi được Carl Ludwig Doleschall miêu tả năm 1857.